# 山澤学
山澤 学（やまさわ まなぶ、1970年〈昭和45年〉10月15日 -）は、日本の歴史学者。筑波大学人文社会系准教授。博士（文学）。専門は日本近世史、日本宗教社会史。

## 来歴
栃木県日光市出身。1989年、栃木県立宇都宮高等学校卒業。1993年、筑波大学第一学群人文学類（現、筑波大学人文・文化学群人文学類）卒業。1999年、筑波大学大学院博士課程歴史・人類学研究科史学専攻単位取得満期退学。日本近世史の岩崎宏之に師事。2007年「近世日光山成立史論」で、筑波大学より博士（文学）の学位を取得。博士論文の主査は山本隆志。

## 職歴
- 1995年 - 茗溪学園中学校・高等学校非常勤講師
- 1999年 - 筑波大学歴史・人類学系準研究員
- 2002年 - 栃木県芳賀町教育委員会社会教育課町史編さん係嘱託職員
- 2003年 - 筑波大学歴史・人類学系講師
- 2004年 - 同大学大学院人文社会科学研究科講師
- 2011年 - 同准教授を経て現在、筑波大学人文社会系准教授

## 主要な著書・論文

### 単著
- 『日光東照宮の成立－近世日光山の「荘厳」と祭祀・組織－』（思文閣出版、2009年）
- 『日光東照宮の成立－近世日光山の「荘厳」と祭祀・組織－【オンデマンド版】』（思文閣出版、2016年）

### 共著
- 『史料纂集 古記録編 159  北野社家日記 第8』（山田雄司と共校訂）（八木書店、2011年）
- 『破壊と再生の歴史・人類学：自然・災害・戦争の記憶から学ぶ』（伊藤純郎と共編著）（筑波大学出版会、2016年）

### 論文等
- 「門前町日光・西町における曲物職の『職分』の構造」『社会文化史学』34号（社会文化史学会、1995年)
- 「百姓耕作仕方控（上野）森田梅園」『日本農業全書 第39巻 地域農書 4』（農山漁村文化協会、1997年)
- 「門前町日光における御役屋敷について」都市史研究会編『年報都市史研究』6号 （山川出版社、1998年）
- 「元禄期常陸国筑波山周辺における山論の特質－新治郡小幡村を中心にー」『年報日本史叢』 1999号（筑波大学歴史・人類学系、1999年）
- 「17世紀日光の町と商人・職人」『関東近世史研究 』47号（関東近世史研究会、1999年）
- 「日光修験冬峰における御松焼・扇之的の執行形態」『山岳修験』28号（日本山岳修験学会、2001年）
- 「徳川家霊廟建築の史的分析－入札と投機の時代史－」『関東近世史研究』53号（関東近世史研究会、2003年）
- 「上野東叡山における弘前藩津軽家御廟所祭祀の確立過程 」浪川健治編『近世武士の生活と意識「添田儀左衛門日記」－天和期の江戸と弘前－』（岩田書院、2004年）
- 「東照宮祭礼と民衆祭礼－成立期を中心に－」『国史学』190号（国史学会、2006年）
- 「18世紀信濃国における出羽三山修験の存在形態：佐久郡内の湯殿山行人を中心に」『信濃』61号（信濃史学会、2009年）
- 「19世紀初頭出羽三山修験の覚醒運動：湯殿山・木食行者鐵門海の越後布教を中心に」『社会文化史学』52号（社会文化史学会、2009年）
- 「日光社参における将軍権威の表象：天保14年『日光御参詣警固絵図』を中心に」『歴史人類』38号（歴史人類学会、2010年）
- 「日光東照宮と民衆心性：大千度行法の考察を中心に」『季刊日本思想史』 78号（ぺりかん社、2011年）
- 「新田源氏言説の構造：もう一人の猫絵の殿様・新田由良氏を中心に」山本隆志編『日本中世政治文化論の射程』（思文閣出版、2012年）
- 「自治体史編纂と世界遺産『日光の社寺』をめぐる諸問題」『関東近世史研究』75号（関東近世史研究会、2014年）
- 「湯殿山木食行者鐵門海の活動形態:：盛岡藩領を事例として」『歴史人類 』43号（歴史人類学会、2015年）
- 「北野社祠官筆頭松梅院の定着と豊臣政権：『北野社家日記』禅昌記の考察」『歴史人類 』45号（歴史人類学会、2017年）
- 「日光東照宮祭礼における東遊の性格：宝永4年の再興を中心に」『季刊日本思想史』82号（ぺりかん社、2017年）
- 「問題提起 寛永大日如来の祭祀から見る飯沼周辺地域の史的環境」『地方史研究』407号（地方史研究協議会、2020年）
- 「鬼怒川と日光男体山の信仰」『歴史評論』846号（歴史科学協議会、2020年）
- 「『荘厳』する瑞獣 : 将軍家光の先祖祭祀における勧戒画」『アジア遊学』271号（勉誠出版、2022年）
- 「将軍徳川家斉の『家』と学問」『社会文化史学』67号（社会文化史学会、2023年）
- 「東照大権現の性格 ：『久能山東照宮御奇瑞覚書』を事例として」『アジア遊学』287号（勉誠出版、2023年）
- 「出羽湯殿山即身仏の信仰と思想・社会ー鐵門海を中心に－」『米沢史学』39号（米沢史学会、2023年）